# Американски пуфтящи змии
Американските пуфтящи змии (Pseustes) са род влечуги от семейство Смокообразни (Colubridae).
Таксонът е описан за пръв път от австрийския зоолог Леполод Фицингер през 1843 година.

## Видове
- Pseustes cinnamomeus
- Pseustes poecilonotus
- Pseustes sexcarinatus
- Pseustes shropshirei
- Pseustes sulphureus